# Synolcus
Synolcus is een vliegengeslacht uit de familie van de roofvliegen (Asilidae).

## Soorten
- S. acrobaptus (Wiedemann, 1828)
- S. amnoni Londt, 1990
- S. argentius Londt, 1990
- S. aurulentus Engel, 1929
- S. dubius (Macquart, 1846)
- S. griseus Engel, 1927
- S. incisuralis (Macquart, 1838)
- S. malawi Londt, 1990
- S. minor (Bromley, 1947)
- S. spinosus Londt, 1980